# Бандана

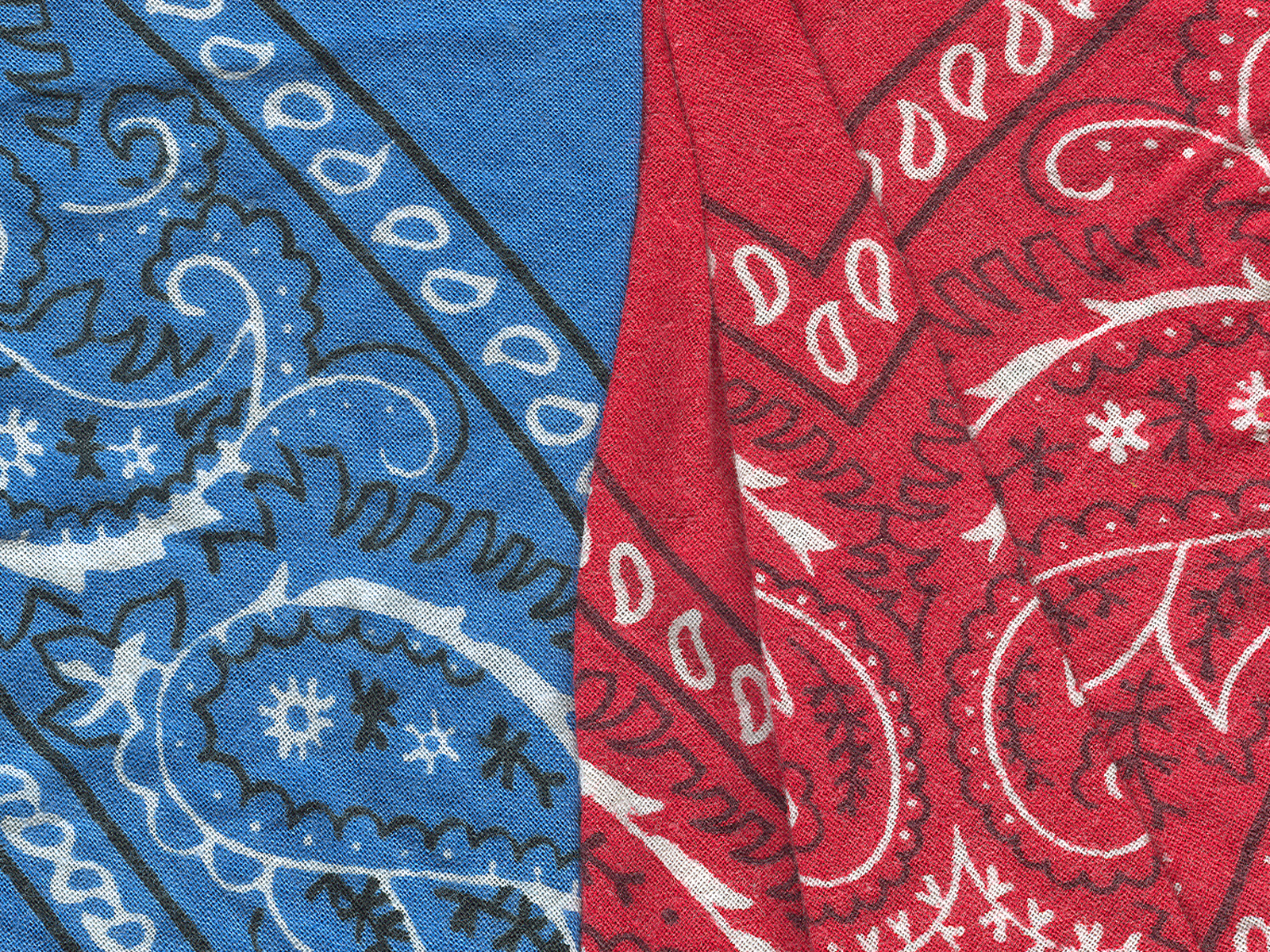
Красная и синяя бандана с традиционными орнаментами пейсли

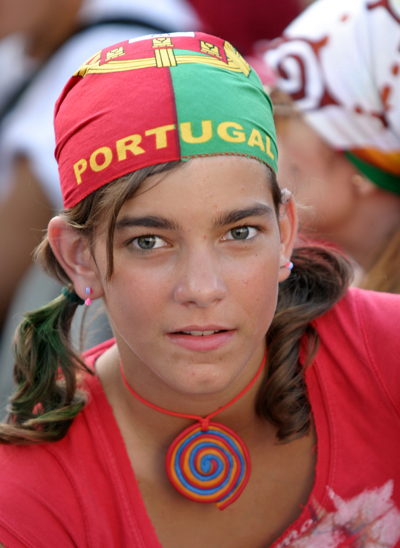
Девушка в бандане

Банда́на (хинди बन्धन bandhana — повязывать) — косынка или платок большого размера. Традиционно банданы изготавливаются из разноцветной ткани с узорами. Банданы повязывают как на лоб, так и вокруг шеи (шейный платок).

## История
Первоначально банданы имели вполне практическое применение — они использовались испанскими вакерос (пастухами), а позже американскими ковбоями (пастухами) для защиты от пыли. Банданы носились на шее и могли быть быстро надеты на лицо, чтобы закрыть нос и рот от клубо́в пыли, поднимаемых скотом во время перегона.

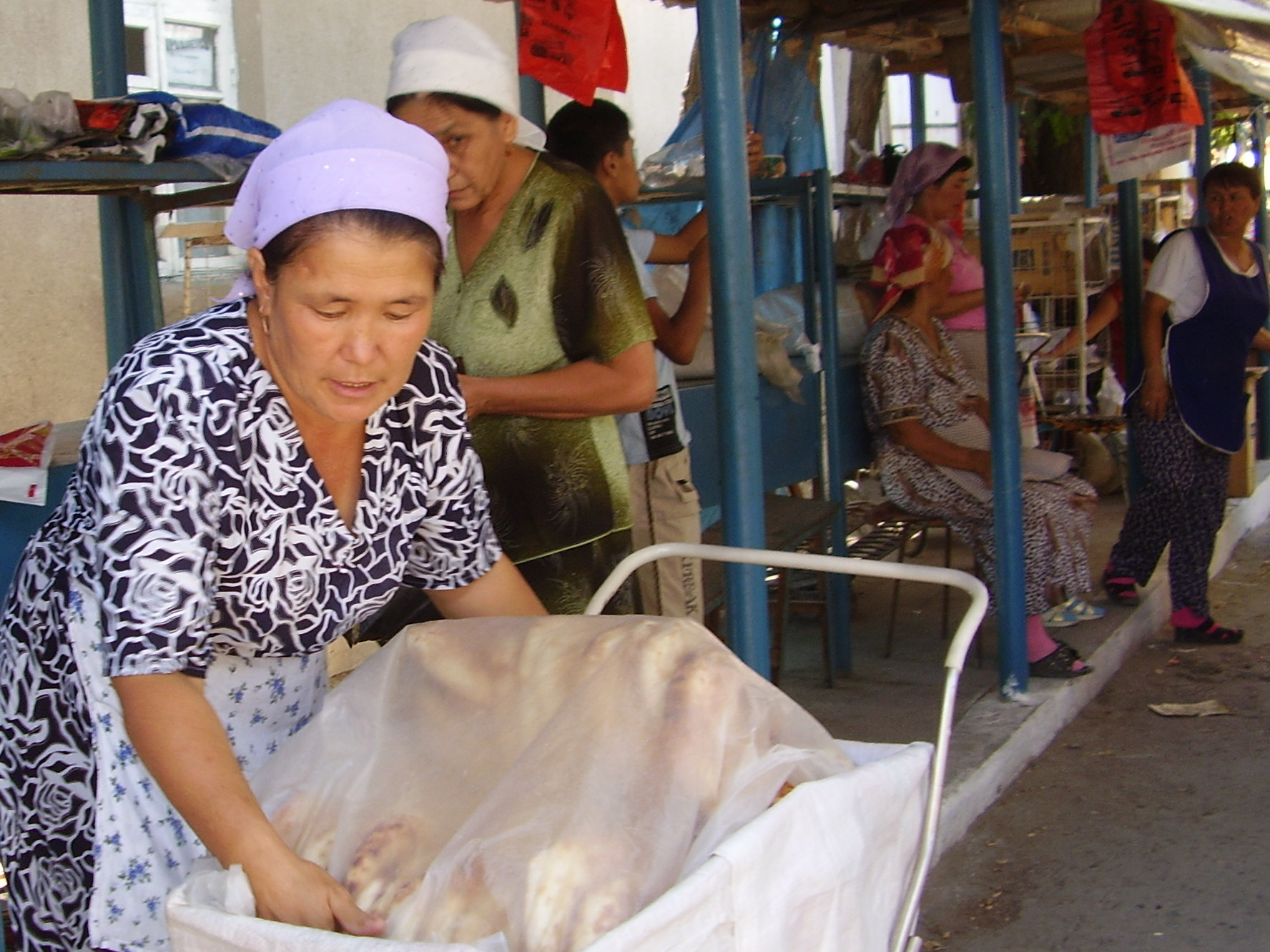
Орамал

В Средней Азии подобные повязки носили всадники в жаркую погоду вместо шапки. До распада Советского Союза и появления иностранных миссионеров из исламских стран мусульманки Средней Азии завязывали наподобие банданы традиционный платок («орамал»). И сегодня, несмотря на активную каноническую и кораническую проповедь молодыми и старыми муллами, закончившими иностранные и местные медресе, шариатской формы одежды — хиджаба — многие пожилые женщины продолжают завязывать платок в форме банданы.
В настоящее время в отдельных случаях применяются в экипировке воинских частей специального назначения военной разведки Вооружённых Сил Российской Федерации.

## Способы ношения
Сегодня банданы являются модным аксессуаром одежды и часто завязываются на голове, вокруг запястий, просто заправляются в джинсы и т. п.
В одной из моделей бикини (банданкини) традиционный бюстгалтер заменяет бандана, завязывающаяся на спине узлом.

## Бандана в современной культуре
Часто на банданах изображается символика различных музыкальных групп, логотипы фирм и прочее, что делает их своеобразным средством самовыражения владельца: нося бандану с названием своей любимой рок-группы, человек всем заявляет о своём кумире (вкусе).